# Єреванський державний інститут театру і кіно
Єреванський державний інститут театру і кіно (вірм. Երևանի թատրոնի և կինոյի պետական ինստիտուտ) — вищий навчальний заклад, розташований в місті Єревані, Вірменія. Університет готує спеціалістів у галузі театру та кіно. Ректором університету є Аремен  Мазманян.